# Колесниченко, Елена Дмитриевна
Еле́на Дми́триевна Колесниче́нко (укр. Олена Дмитрівна Колесніченко; род. 3 июня 1993, Ровно) — украинская легкоатлетка, специалистка по барьерному бегу и спринту. Выступала на профессиональном уровне в 2009—2022 годах, обладательница бронзовых медалей Всемирной Универсиады в Тайбэе и юношеских Олимпийских игр в Сингапуре, участница летних Олимпийских игр в Рио-де-Жанейро.

## Биография
Елена Колесниченко родилась 3 июня 1993 года в Ровно, Украина. Окончила Ровенский государственный гуманитарный университет и Национальный университет водного хозяйства и природопользования.
Впервые заявила о себе на международном уровне в сезоне 2009 года, когда вошла в состав украинской сборной и выступила на Европейском юношеском олимпийском фестивале в Тампере, где в зачёте бега на 400 метров стала седьмой. Позднее в беге на 400 метров с барьерами выиграла серебряную медаль на Всемирной Гимназиаде в Дохе.
Благодаря успешному выступлению на отборочном старте в Москве в 2010 году удостоилась права защищать честь страны на юношеских Олимпийских играх в Сингапуре — здесь в барьерном беге на 400 метров завоевала бронзовую награду.
В 2012 году бежала 400 метров с барьерами на юниорском мировом первенстве в Барселоне, в финале пришла к финишу четвёртой.
В 2013 году с командой Ровненской области выиграла бронзовую медаль в эстафете 4×400 метров на чемпионате Украины в Донецке.
В 2014 году в 400-метровом барьерном беге получила серебро на чемпионате Украины в Кировограде, стартовала на чемпионате Европы в Цюрихе.
В 2015 году на молодёжном европейском первенстве в Таллине была шестой в беге на 400 метров с барьерами и пятой в эстафете 4×400 метров.
В 2016 году стала серебряной призёркой на чемпионате Украины в Луцке, установив при этом свой личный рекорд в беге на 400 метров с барьерами — 55,48. На чемпионате Европы в Амстердаме в финал не вышла. На летних Олимпийских играх в Рио-де-Жанейро так же остановилась на стадии полуфиналов.
В 2017 году финишировала третьей на командном чемпионате Европы в Лилле, отметилась выступлением на чемпионате мира в Лондоне, взяла бронзу на Всемирной Универсиаде в Тайбэе.
Завершила спортивную карьеру по окончании сезона 2022 года.